# Phytomyptera cingulata
Phytomyptera cingulata là một loài ruồi trong họ Tachinidae.